# Geliebter Rebell
Geliebter Rebell (Originaltitel Beloved Enemy) ist ein US-amerikanisches Filmdrama aus dem Jahr 1936 von H. C. Potter, das vor dem Hintergrund des Irischen Unabhängigkeitskrieges spielt. Merle Oberon ist in der Rolle einer englischen Diplomatentochter zu sehen, Brian Aherne als irischer Rebellenführer. In tragenden Rollen sind Karen Morley, Henry Stephenson und David Niven besetzt.

## Handlung
Der irische Rebellenführer Dennis Riordan kann den Engländern 1921 immer wieder unerkannt entkommen, da diese keine Personenbeschreibung Riordans haben. Lord Athleigh besucht Dublin um den Aufstand friedlich zu beenden. Auf ihn und seine Tochter Helen soll ein Attentat verübt werden, was Riordan im letzten Moment verhindern kann.
Am nächsten Tag bringt Helen einen verletzten irischen Jungen nach Hause. Dessen Mutter, Cathleen O’Brien, misstraut der Engländerin anfangs, da ihr Mann von Engländern getötet wurde. Doch Helens Freundlichkeit und Hilfsbereitschaft ändert Cathleens Meinung. Riordan begegnet Helen in Cathleens Haus und begleitet sie auf dem Heimweg. Helen erkennt den Rebellenführer nicht und beginnt, sich in ihn zu verlieben. Sie verabreden sich für den nächsten Tag.
Lord Athleigh ist gesundheitlich angeschlagen. Er spricht mit Helen über Dennis Riordan, erst jetzt wird ihr klar, in wen sie sich verliebt hat. Sie erzählt ihrem Vater von dem geplanten Treffen. Riordan kann am nächsten Tag einer Gefangennahme entgehen. Er will nicht glauben, dass Helen ihn verraten haben könnte, sein Freund O’Rourke ist anderer Meinung. Bei einem erneuten Treffen bekennt sich Helen zu ihrer Schuld. Beiden ist die Hoffnungslosigkeit ihrer Liebe klar. Helen sind englische Soldaten gefolgt, doch Riordan kann wiederum entkommen.
Helen kehrt mit ihrem Vater nach England zurück. Sie kann ihn davon überzeugen, eine Friedenskonferenz einzuberufen. Riordan und seine Männer reisen zur Konferenz an, doch ihre Forderungen lassen die Verhandlungen zum Stillstand kommen. Heimlich besucht Helen Riordan und kann ihn zu Kompromissen bewegen. Tatsächlich kommt ein Friedensvertrag zu Stande und Riordan kann nach Irland zurückkehren.
Helen erfährt, dass radikale Separatisten Riordan umbringen wollen und reist ihm hinterher, um ihn zu warnen. Bei einer Kundgebung in Dublin wird Riordan von seinem ehemaligen Mitstreiter O’Rourke schwer verletzt. Trotzdem versichert er Helen, dass ihrer Liebe im Frieden nichts im Wege stehe werde.

## Produktion

### Produktionsnotizen
Gedreht wurde der Film von Mitte August bis Mitte Oktober 1936 in den Goldwyn Studios in West Hollywood. Samuel Goldwyns Film basiert lose auf der Geschichte des ermordeten irischen Rebellenführers Michael Collins (1890–1922). Die im Mittelpunkt der Geschichte stehende Romanze zwischen dem revolutionären Helden und einer Engländerin ist fiktiv sowie auch die Aushandlung eines Kompromisses, für die dem Liebespaar in der Geschichte Anerkennung gezollt wird. Geliebter Rebell war der zweite Film, den Merle Oberon mit Samuel Goldwyn drehte. Oberon war Anfang der 1930er Jahre von dem Produzenten Alexander Korda in England entdeckt worden, der sie unter Vertrag nahm. Um ihre Karriere in den Vereinigten Staaten voranzutreiben, verkaufte Korda einen Teil ihres Vertrages an Goldwyn. Sie heiratete Korda 1939. Goldwyn, der gesundheitlich angeschlagen war, übergab die Aufsicht für den Film an seinen Partner George Haight, der seinen ehemaligen Partner am Broadway und Klassenkameraden an der Yale University H. C. Potter mit der Regie beauftragte. Es war Potters Regiedebüt. Unterstützt wurden die Neulinge von Kameramann Gregg Toland, der für seine innovative Licht- und Kameraführung bekannt war.
Laut eines Berichts der New York Times endete die Originalfassung des Films mit dem Tod Riordans. Eine Fassung mit Happy End wurde zeitgleich gedreht. In der Originalversion beging Riordans Attentäter O’Rourke Selbstmord. Diese Szene wurde später entfernt.
Die Romanze zwischen Helen Drummond und Dennis Riordan endete in der zuerst veröffentlichten Version des Films tragisch vorhersehbar mit einem negativen Ende. Auch die Variety verwies darauf, dass ein alternatives Ende gedreht worden sei, dass die tragische Note aber mit der Handlung übereinzustimmen scheine. Das Publikum allerdings war scheinbar mit einem tragischen Ende nicht einverstanden, was sich in den Einnahmen an der Abendkasse niederschlug. Daraufhin brachte man den Film mit dem glücklichen Ende in Umlauf. Der genaue Zeitpunkt, wann der Film mit dem glücklicheren Ende veröffentlicht wurde, ist nicht bekannt. In der New York Times war zu lesen, dass die Kinoveranstalter die Wahl zwischen beiden Versionen hatten. In der ersten Version mit dem tragischen Ende war auch der Selbstmord der Figur Tim O’Rourke enthalten, der in der Alternativversion nicht mehr enthalten war. Obwohl moderne Quellen Vergleiche zwischen Dennis Riordan und dem ermordetern irischen Führer Michael Collins anstellten, heißt es in einem Haftungsausschluss am Anfang des Films, dass der Geschichte nicht die geschichtliche Historie nachahme, sondern es sich vielmehr um eine Legende handele, die von Tatsachen inspiriert sei, die Charaktere aber frei erfunden seien.

### Stab und Besetzung
Richard Day war der Szenenbildner, Oscar Lagerstrom der verantwortliche Tontechniker.
In kleinen nicht im Abspann erwähnten Nebenrollen traten Wilfred Lucas als Arzt, Denis O’Dea als IRA-Mitglied und Dennis O’Keefe als Hotelgast auf.
Sowohl Regisseur Potter als auch die Darsteller Jerome Cowan und Ronald Sinclair, hier unter seinem Künstlernamen Ra Hould, gaben ihr Spielfilm-Debüt.

### Veröffentlichung
Die Premiere des von der United Artists Corp. vertriebenen Films fand am 25. Dezember 1936 in New York statt. Bekannt ist er auch unter dem Titel Love Under Fire. In der Bundesrepublik Deutschland wurde der Film am 12. Mai 1978 erstmals im deutschen Fernsehen ausgestrahlt. Die österreichische Veröffentlichung des Films erfolgte ebenfalls unter dem Titel Geliebter Rebell.

## Rezeption

### Kritiken
Das Lexikon des internationalen Films schrieb: „In einigen Szenen fast dokumentarisch anmutendes Polit-Melodram, das aber bald in privatisierende Unverbindlichkeit abgleitet.“
Die Redaktion der Variety befand, die Autoren hätten eine romantische Tragödie erdacht, das Ergebnis sei fantastischer, als alles, was George Alfred Henty erfinden könne.
Frank S. Nugent befasste sich in der New York Times mit dem Film und stellte fest, dass Samuel Goldwyn wiederum einen Erfolgsfilm vom Stapel gelassen habe. Nugent sprach von einem feinen, ausgereiften und würdevollem Drama über die irische Rebellion von 1921, das, sowohl was die Story, die Regie, die Darbietung sowie die Produktion betreffe, einen Qualitätsstempel trage, und das zudem beanspruche, in der vorläufigen Liste der diesjährigen besten zehn Filme einen geeigneten Platz freizumachen. Weiter lobte der Kritiker die überzeugenden Darbietungen der Schauspieler sowie Gregg Tolands Arbeit mit der Kamera, die dem Film eine fast goldene Patina und den letzten Glanz verleihe. Abschließend stellte er fest, dass der Film in ihm einen begeisterten Verehrer gefunden habe, wie man anhand seiner Kritik wahrscheinlich schon vermutet habe. Nugents Kritik bezog sich auf die Filmversion mit dem glücklichen Ende.

### Nachwirkung
Die Schauspielerin Madeleine Carroll trat am 27. Dezember 1937 in einer Lux Radio Theatre-Version der Geschichte auf.

### Weiterer Film
Es dauerte weitere 60 Jahre, bis ein biografischer Film, Michael Collins (1996), auf die Leinwand kam, diesmal mit einem echten Iren, dem Schauspieler Liam Neeson, in der Hauptrolle und Julia Roberts in der Rolle der echten Verlobten von Collins, Kitty Kiernan, und nicht einer englischen Geliebten. Dieser Film blieb zwar näher an den Tatsachen als Beloved Enemy, trotzdem beklagten einige Kritiker und Historiker immer noch dessen historische Ungenauigkeiten.